# Championnat de Pologne féminin de football 2011-2012
Navigation
Édition précédente Édition suivante
Le Championnat de Pologne de football féminin 2011-2012 commence le 13 août 2011 et se termine le 2 juin 2012, sur un système aller-retour où les différentes équipes s'affrontent deux fois par phase. Le RTP Unia Racibórz est le champion en titre.

## Clubs participants
- AZS Wrocław
- Medyk Konin
- RTP Unia Racibórz
- AZS PWSZ Biała Podlaska
- Mitech Żywiec
- Pogoń Women Szczecin
- Górnik Łęczna
- FC AZS AWF Katowice
- KKP Bydgoszcz
- MUKS Tomaszów Mazowiecki

## Classement
| Rang | Équipe                       | Pts | J  | G  | N | P  | Bp | Bc | Diff |
| ---- | ---------------------------- | --- | -- | -- | - | -- | -- | -- | ---- |
| 1    | RTP Unia Racibórz (T)        | 51  | 18 | 17 | 0 | 1  | 85 | 8  | +77  |
| 2    | Medyk Konin                  | 45  | 18 | 15 | 0 | 3  | 58 | 13 | +45  |
| 3    | Górnik Łęczna                | 41  | 18 | 13 | 2 | 3  | 41 | 16 | +25  |
| 4    | Pogoń Women Szczecin         | 32  | 18 | 10 | 2 | 6  | 43 | 16 | +27  |
| 5    | KŚ AZS Wrocław               | 25  | 18 | 8  | 1 | 9  | 21 | 26 | -5   |
| 6    | AZS PSW Biała Podlaska       | 18  | 18 | 5  | 3 | 10 | 19 | 30 | -11  |
| 7    | KKP Bydgoszcz (P)            | 17  | 18 | 5  | 2 | 11 | 16 | 54 | -38  |
| 8    | TS Mitech Żywiec             | 13  | 18 | 3  | 4 | 11 | 14 | 48 | -34  |
| 9    | 1. FC AZS AWF Katowice       | 13  | 18 | 3  | 4 | 11 | 10 | 45 | -35  |
| 10   | MUKS Tomaszów Mazowiecki (P) | 5   | 18 | 1  | 2 | 15 | 10 | 61 | -51  |

| Légende : Qualifications et relégations | Légende : Qualifications et relégations                                |
| --------------------------------------- | ---------------------------------------------------------------------- |
|                                         | Ligue des champions féminine de l'UEFA 2012-2013 (seizièmes de finale) |
|                                         | Barrages de relégation contre le 2e de 2e division                     |
|                                         | Relégation en 2e division                                              |
|                                         | (T) : Tenant du titre 2010-2011 (P) : Promu en 2010-2011               |